# Bishop Rock Lighthouse
Bishop Rock Lighthouse ist ein Leuchtturm auf einer gleichnamigen Klippe Bishop Rock und gehört zu den vor dem Eingang zum Ärmelkanal liegenden Scilly-Inseln. Betrieben und gewartet wird er durch den Trinity House Lighthouse Service, die offizielle englische Behörde, die mit der Wartung von Leuchttürmen und anderen Schifffahrtszeichen beauftragt ist.
Das in der Keltischen See liegende Leuchtfeuer und zum Vereinigten Königreich gehörende Leuchtturm dient der Sicherung der Seefahrt und steht unter Denkmalschutz in der Kategorie Grade II listed lighthouses seit dem 14. Dezember 1992.

## Geschichte und Lage
In einem Bericht des Generalinspektors des Herzogtum Cornwall von 1818 über die Gefahren für die Schifffahrt in Cornwall wurde der Bau eines Leuchtturms, ähnlich dem Eddystone-Leuchtturm, auf dem Bishop Rock vorgeschlagen, da dieser der westlichste Felsen der Scilly-Inseln war. Die Bruderschaft von Trinity House erkannte, dass die Befeuerung der Scilly-Inseln, die damals nur aus dem alten Leuchtturm (bis 1911) in St. Agnes bestand, unzureichend war, und beschlossen, einen Leuchtturm auf der westlichsten Klippe, dem Bishop Rock, zu bauen.

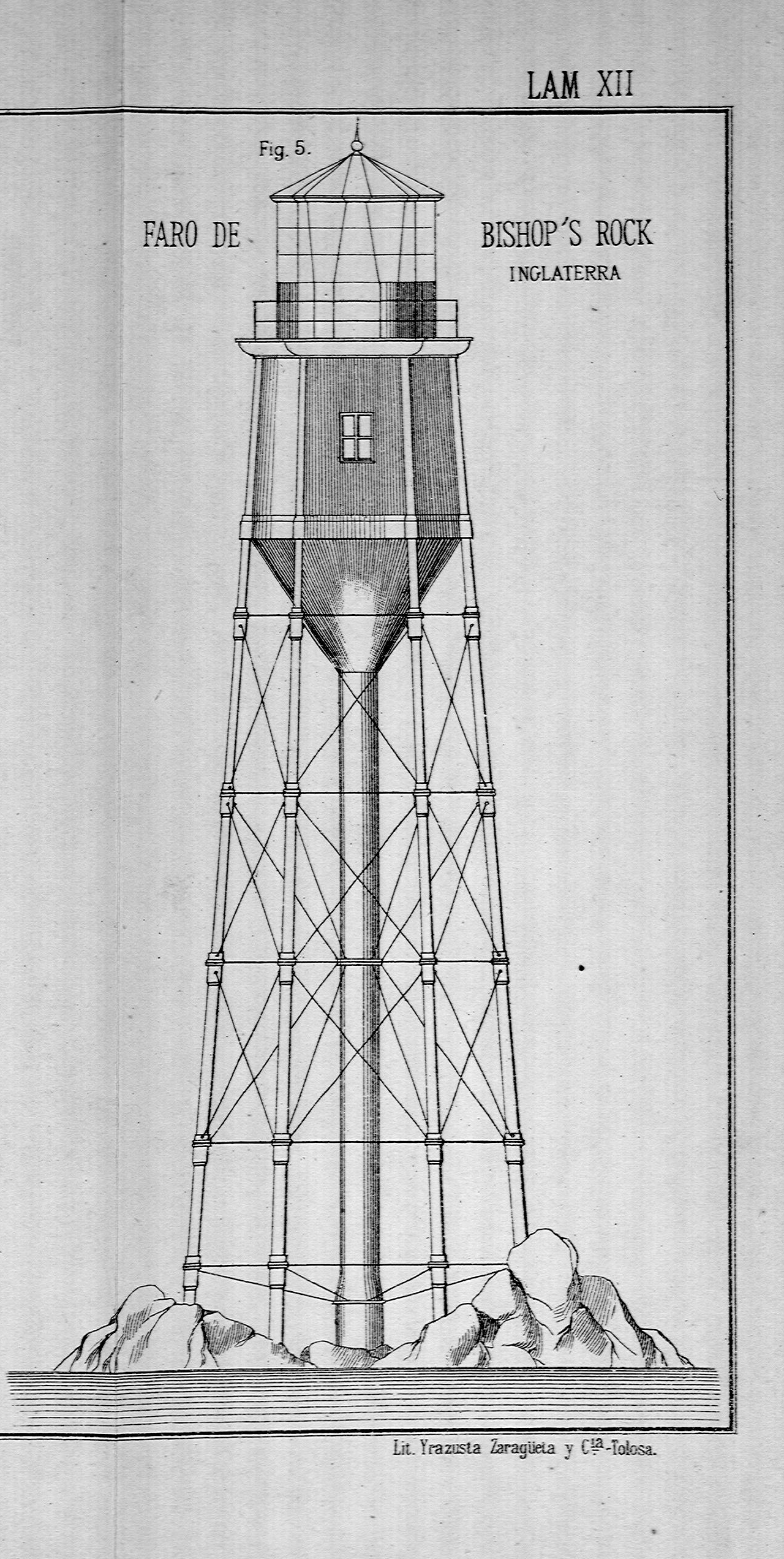
Zeichnung E. Ribera vom ersten Leuchtturm, 1895

Aber Trinity House untersuchte 1843 die Felsenklippe Bishop Rock im Hinblick auf den Bau eines Leuchtturms, und unter ihrem Chefingenieur, James Walker, begannen die Bauarbeiten 1847. Es wurde ein Leuchtturm errichtet, der mit gusseisernen Schraubenpfählen versehen und die mit schmiedeeisernen Stäben vertreibt und abgestützt wurde.
Jedoch noch vor der Fertigstellung des Leuchtturms wurde er bei einem Sturm am 5. Februar 1850 bis auf einige stählerne Fundamentträger wieder weggespült. Die noch nicht errichtete Laterne wurde einige Jahre später auf den auch von ihm entworfenen Leuchtturm Godrevy Head von 1859 in Cornwall verwandt.
In den nächsten beiden Jahren wurde aus ein bis zwei Tonnen schweren Granitblöcken ein 14 m hohes massives Fundament mit einem Durchmesser von 10 Metern errichtet. In den folgenden sechs Jahren wurden für den 35 Meter hohen Turm insgesamt 2.500 Tonnen Granit verbaut. Die Kosten beliefen sich auf 34.560 £ (Pfund Sterling), was heute inflationsbereinigt etwa 4.700.000 £ entspricht; (nach aktuellem Wechselkurs: 5,4 Mio. Euro).
Am 1. September 1858 konnte das Leuchtfeuer seinen Betrieb aufnehmen. Während eines besonders schweren Sturms wurde die schwere Nebelglocke aus der Befestigung der Galerie gerissen. Bei einer Inspektion im Jahr 1881 wurden ernsthafte Schäden an der Struktur des Fundaments durch James Nicholas Douglass, seit 1862 Chefingenieur von Trinity House, festgestellt.
Letztendlich lief James N. Douglass' Renovierungsplan für den Leuchtturm auf einen nahezu vollständigen Neubau hinaus: Er sah vor, den Walker-Turm vollständig mit neuen Granitschichten zu ummanteln, das alte Laternengeschoss und die vorhandenen Innenböden zu entfernen und den verstärkten Turm um weitere 12 Meter zu erhöhen. Gleichzeitig versuchte er, die Auswirkungen der Wellen auf den Turm zu verringern, indem er den Sockelbereich zylindrisch statt konisch gestaltete. Die Arbeiten begannen 1883 unter der Leitung seines ältesten Sohnes, William Tregarthen Douglass (1857–1913). Dabei wurde auf Baumaschinen zurückgegriffen, die nach der Fertigstellung 1882 des neuen Eddystone-Leuchtturms (der ebenfalls von Douglass entworfen worden war) im Jahr zuvor verfügbar geworden waren.
Douglass krönte seinen wiederaufgebauten Turm mit einem doppelt so hohen Laternengeschoss, das ein von den Gebrüdern Chance entworfenes und gebautes „biformes“ optisches System enthielt (bestehend aus zwei identischen Lampen und Linsenreihen, die übereinander montiert waren). Jede Etage bestand aus einem Paraffinbrenner mit acht Dochten, der in eine drehbare Anordnung von besonders großen hyperradianten Fresnel-Linsen eingesetzt war (die auf jeder Ebene aus fünf Linsenpaaren bestanden und jede Minute zwei weiße Blitze abgaben). Bei klarem Wetter wurde nur die untere Etage mit halber Lampenleistung betrieben; bei eingeschränkter Sicht (gemessen an der Klarheit des Lichts, das vom fünf Seemeilen (neun Kilometer) entfernten Leuchtturm St. Agnes's Lighthouse aus zu sehen war) wurden beide Ebenen mit voller Lampenleistung betrieben. Das neue, verbesserte Licht hatte eine Reichweite von 18 Seemeilen (34 Kilometern).
Die im Oktober 1887 beendeten Arbeiten kosteten 66.000 £ (entspricht heute 9.900.000 £ bzw. nach aktuellem Wechselkurs 11,4 Mio. Euro).
Am 25. Oktober 1887 wurde der Leuchtturm in Betrieb genommen.
Im Rahmen der Neuinstallation wurde der Leuchtturm mit einem explosiven Nebelsignal ausgestattet: Bei nebligem Wetter mussten die Wärter regelmäßig eine Sprengstoffladung zusammen mit einem Zünder an einem Ausleger auf der Laternengalerie anbringen; von der Laterne aus mussten sie dann den Ausleger hochziehen und die Ladung elektrisch zünden. Das explosive Signal blieb bis 1976 in Betrieb. Im selben Jahr wurde ein Supertyphon-Nebelhorn mit Schallgebern auf der Galerie installiert. Bis zum 13. Juni 2007 sendete es bei schlechter Sicht alle 90 Sekunden den Buchstaben N als Schallzeichen im Morsecode.
Die Umstellung der Befeuerung von Leuchtpetroleum auf elektrische Energie erfolgte 1973. Der Hubschrauberlandeplatz auf der Spitze wurde 1976 gebaut.
Bishop Rock war der letzte bemannte Leuchtturm von South West England. Nach der Installation einer Fernüberwachung verließ der letzte Leuchtturmwärter am 21. Dezember 1992 den Turm.
Die Linie senkrecht zum Leuchtturm war bis der Anfangs- bzw. Endpunkt des Wettbewerbs um das Blaue Band des schnellsten Passagierschiffs, wenn die nördliche Route gewählt wurde.
Eine historische Postkarte zeigt den Leuchtturm Postcard Bishop Rock Lighthouse. Klaus Hülse, abgerufen im Dezember 2024.
Der Bishop Rock wird im Guinnessbuch der Rekorde als kleinste bebaute Insel der Welt verzeichnet und wurde bei CNN zu einer von Sieben abgelegensten Inseln gezählt.
Touristisch ist der Leuchtturm auf einer halbtägigen Tour mit einem Boot ab St Anne bei geeigneten Wetterbedingungen aus nächster Nähe zu besichtigen.

## Unfälle
Am 22. Oktober 1707 liefen von einem Flottenverband der Royal Navy an den Scilly-Inseln östlich von Bishop Rock auf Klippen auf. Vier Kriegsschiffe von ihnen schlugen leck und versanken innerhalb weniger Stunden mit der gesamten Besatzung. Es gab mehr als 1.450 Tote, alleine an Bord des Linienschiffes Association starben vermutlich um die 800 Seeleute.
Am 7. Mai 1875 ereignete sich in der Nähe des Felsens eines der schwersten Schiffsunglücke in der britischen Geschichte. Der Segeldampfer Schiller lief wegen eines Navigationsfehlers bei den Retarrier Ledges auf Grund. Es gab 335 Tote; nur 37 Menschen konnten sich retten.
Das deutsche Vollschiff Susanna der Hamburger Reederei G. J. H. Siemers & Co lief am 14. August 1913 auf der Rückkehr von einer langen Fahrt nördlich von Bishop Rock vor den Scilly-Inseln auf Grund. Das Wrack wurde nie geborgen.

Leuchtturm-Zeichnungen, Bilder und Lageplan
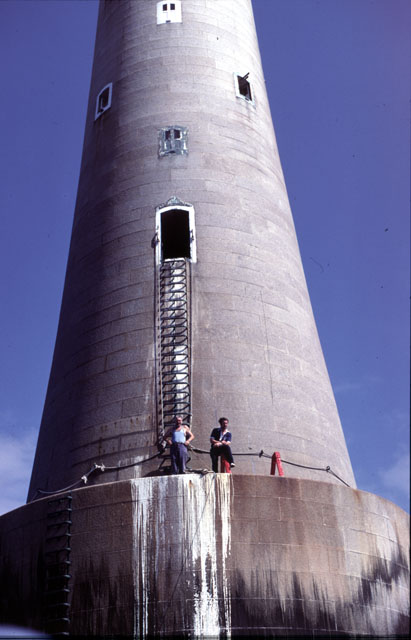
Leuchtturmwärter, 1983
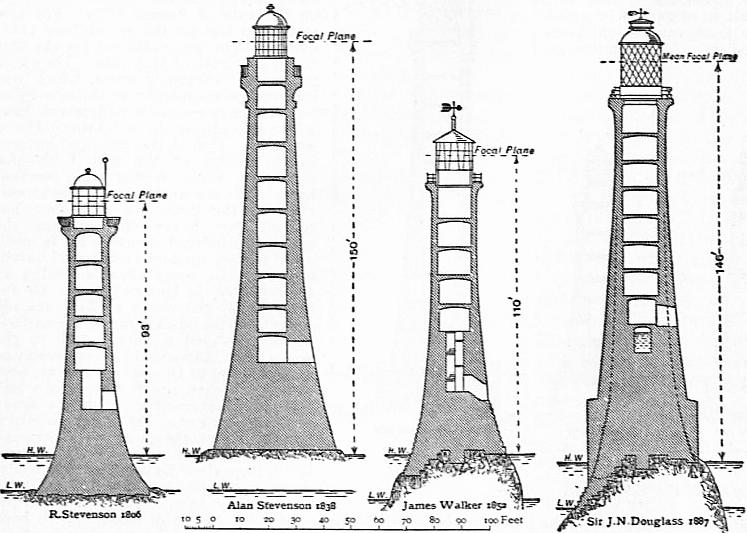
Vergleich Leuchttürme
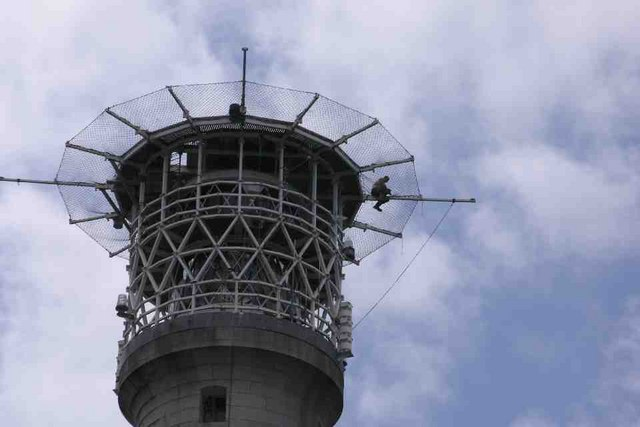
Arbeit am Leuchtturm, 2005
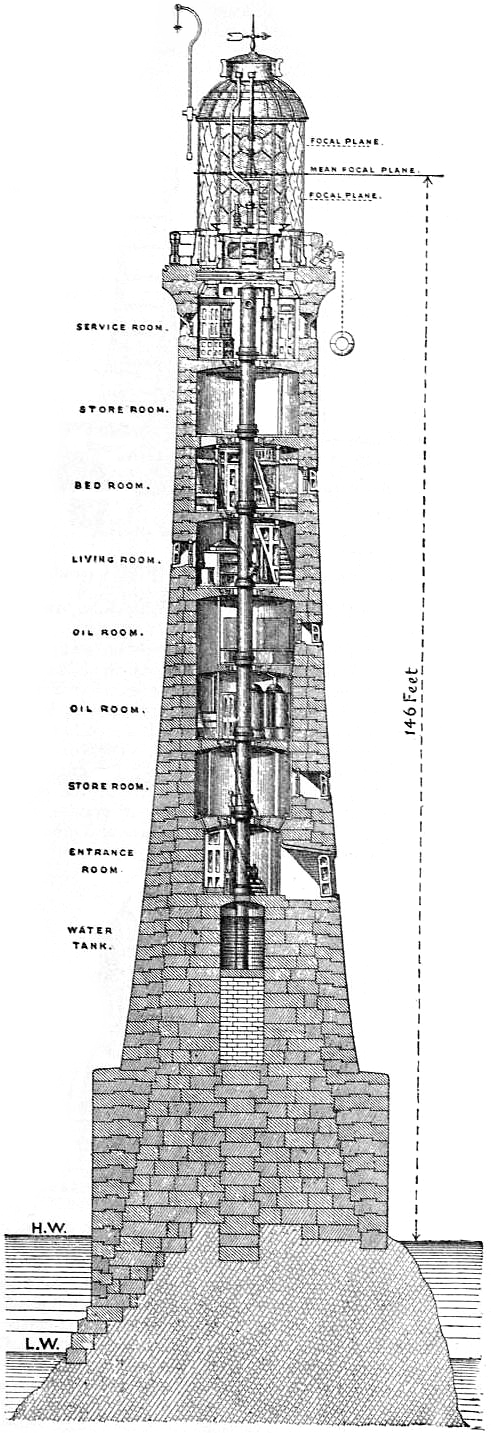
1887
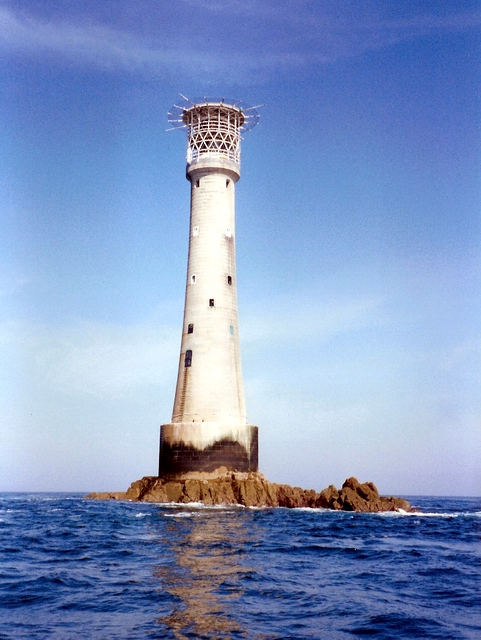
Leuchtturm, 2006
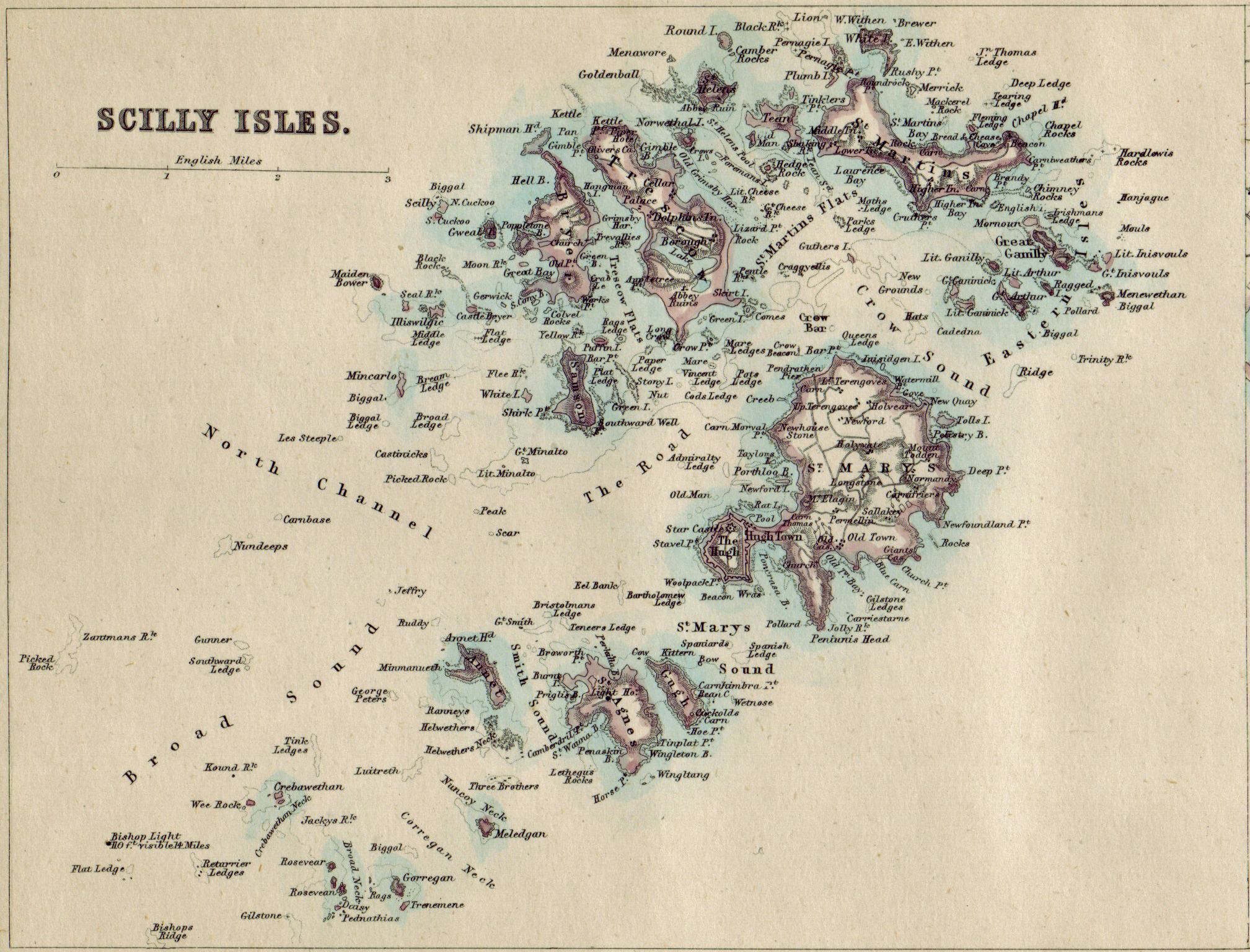
SCILLY Inseln